# Junkers J.I
Junkers J.I (định danh hãng chế tạo J 4; không nên nhầm lẫn với loại máy bay cánh đơn hoàn toàn bằng kim loại J 1 chế tạo 1915/16) là một loại máy bay hai tầng cánh bọc giáp lớp J của Đức trong Chiến tranh thế giới I, được phát triển cho nhiệm vụ cường kích, thám sát và liên lạc.

## Quốc gia sử dụng
German Empire
- Luftstreitkräfte

## Tính năng kỹ chiến thuật
Đặc điểm tổng quát
- Kíp lái: 2
- Chiều dài: 9.1 m (29 ft 10 in)
- Sải cánh: 16.00 m (52 ft 6 in)
- Chiều cao: 3.4 m (11 ft 2 in)
- Diện tích cánh: 49.4 m2 (531 ft2)
- Trọng lượng rỗng: 1.766 kg (3.893 lb)
- Trọng lượng có tải: 2.140 kg (4.718 lb)
- Powerplant: 1 × Benz Bz.IV, 149 kW (200 hp)

Hiệu suất bay
- Vận tốc cực đại: 155 km/h (97 mph)
- Tầm bay: 310 km (193 dặm)
- Trần bay: 4.000 m (13.123 ft)

Vũ khí trang bị
- 1 × súng máy Parabellum MG14 7,92 mm (.312 in)[2]